# Sierra de los Filabres
La sierra de los Filabres es un macizo montañoso del sistema penibético situado en la provincia de Almería, en Andalucía (España). Su estribación oeste, Sierra de Baza, se encuentra en la provincia de Granada. Tiene una longitud de 63 km y una anchura de 28 km, con una superficie total de 151 000 hectáreas, y la línea de cumbres se mantiene en buena parte por encima de los 1900 m, siendo su cota más alta Calar Alto (2.168 m s. n. m. ). 

## Situación y características
Se encuentra en la zona oeste de la provincia de Almería. Limita al norte con el valle del río Almanzora y al sur con los campos de Gérgal, Tabernas y Sorbas
La altitud media del complejo es de 1500 metros. Podemos destacar alturas superiores a los 2000 metros como Calar Alto, 2168 m s. n. m., Tetica de Bacares, 2080 m s. n. m. o Calar Gallinero, 2049 m s. n. m.

## Protección medioambiental

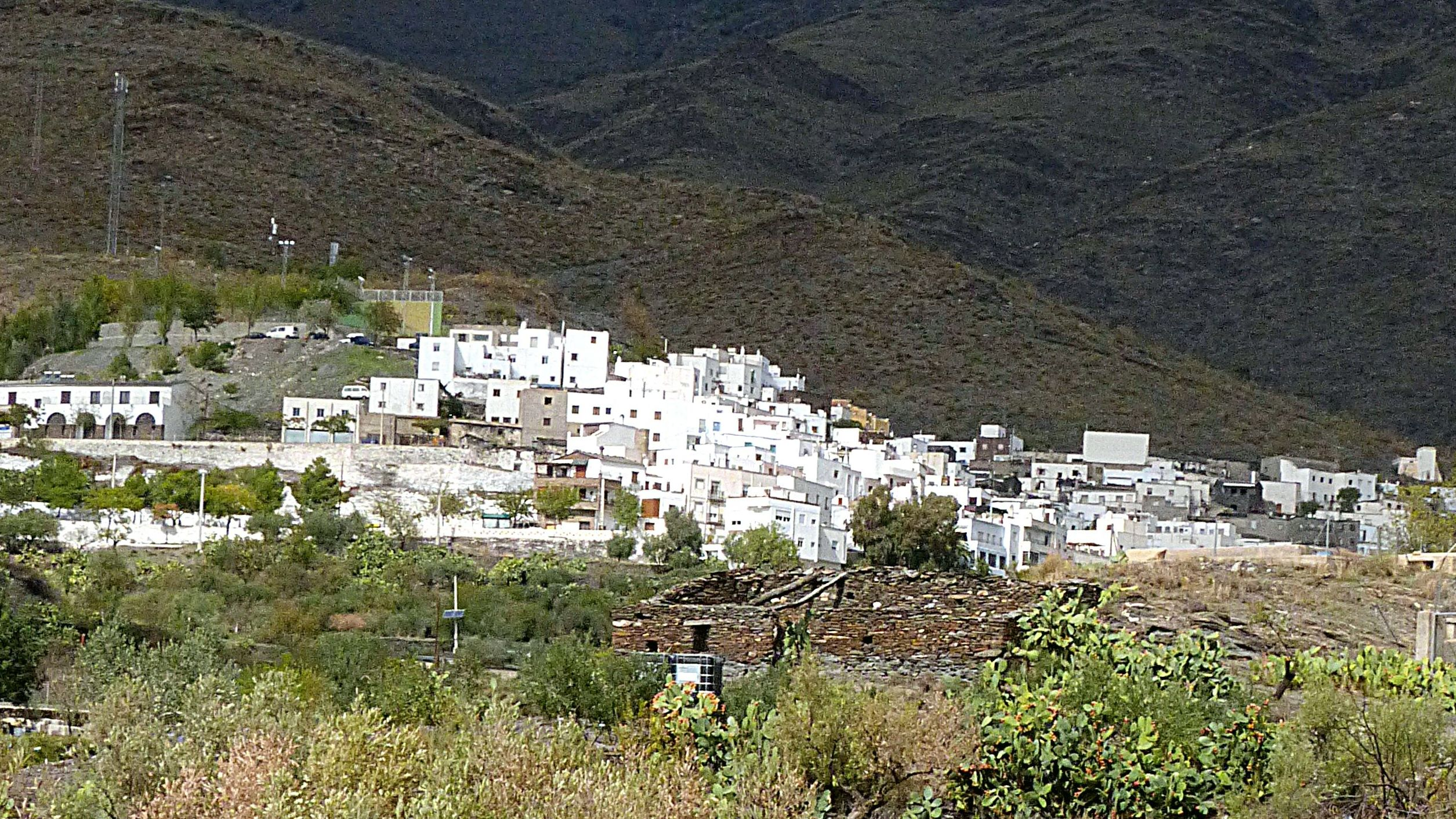
Velefique

### Zona de Especial Conservación (ZEC) Calares de la Sierra de los Filabres
La ZEC Calares de la Sierra de Filabres comprende 6.616 ha y afecta a los municipios de Bacares, Bayarque, Sierro, Serón y Velefique. Está considerada además un Espacio Serrano de Interés Ambiental. La cruza el río Bacares, único de la cuenca del río Almanzora con caudal permanente. Cuenta con 14 Hábitats de Interés Comunitario (HIC). Geológicamente, es interesante dentro de la geología de Andalucía ya que se trata de una isla de naturaleza carbonatada o calizas en medio de una extensión silícea. En cuanto a la flora, el 72 por ciento de la ZEC son pastizales y destaca el endemismo de la centaura sagredoi, los piornales en prados alpinos y subalpinos y pinares procedentes de las repoblaciones de la segunda mitad del siglo XX, destacando los pinos negros submediterráneos endémicos. En cuanto a la fauna, se dan 14 especies relevantes destacando la colonia de rapaces, incluyendo el águila perdicera, murciélagos, anfibios endémicos y lepidópteros.

## Geología
La Sierra de los Filabres se encuentra en la Zona Interna Bética de la provincia de Almería. El complejo nevado filábride es la unidad tectónica inferior, y se trata de un zócalo paleozoico con cobertura triásica parcialmente carbonatada con un intenso metamorfismo alpino y aflora en ventanas tectónicas. En la unidad de Bédar-Macael, afloran esquistos claros y cuarcitas, mármoles y yesos, mármoles y calcoesquistos con frecuentes metabasitas. Calar Alto se sitúa sobre el manto del Mulhacén.

## Bioclimatología

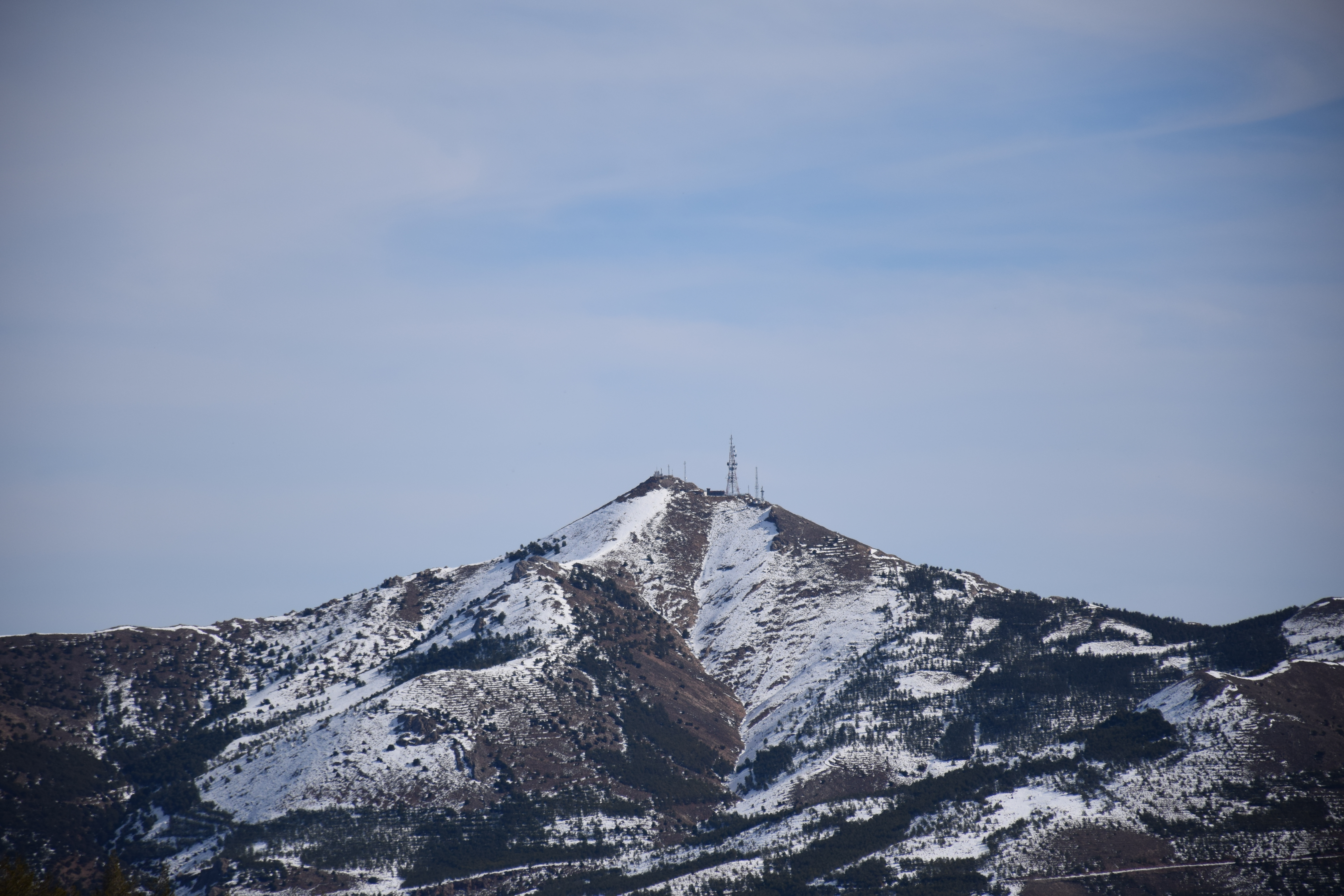
Tetica de Bacares 2080 m s. n. m.

Los termotipos que se dan en el Sierra de los Filabres son el mesomediterráneo en su parte basal, el supramediterráneo en las áreas de media montaña y el oromediterráneo en su parte alta. Es una zona de escasa pluviometría y las precipitaciones pasan de los 300 mm en las zonas bajas orientales (Zurgena) a algo más de 400 mm en las altas (Bacares). La combinación de bajas precipitaciones y diferentes pisos altitudinales de temperatura da lugar a varios regímenes climáticos que van desde el semiárido, aproximadamente hasta los 800 m, hasta el continental templado por encima de 1.650 m.

## Flora

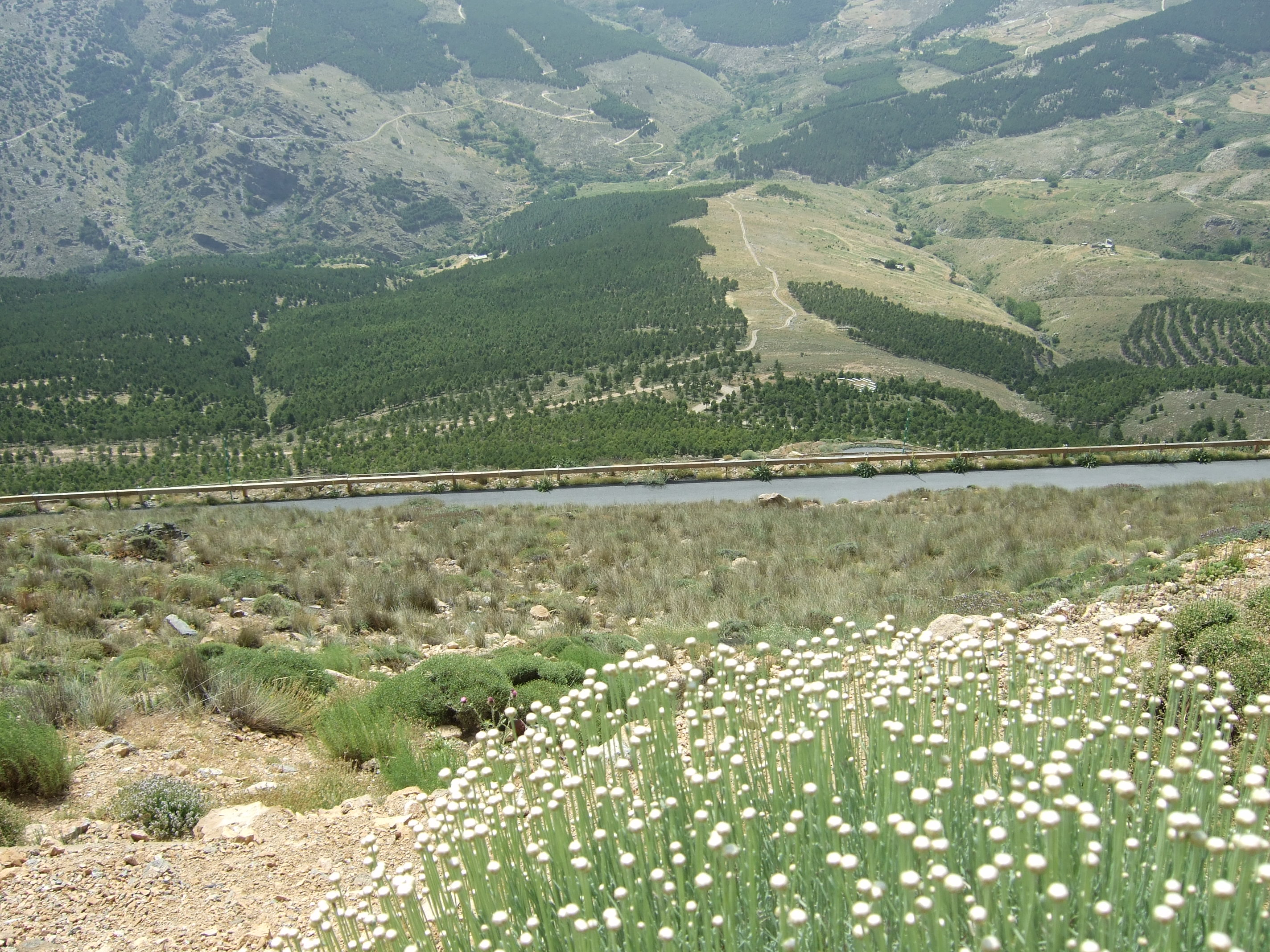
Repoblación con pinar

En Serón se encuentran los Monumentos Naturales de la Encina del Marchal del Abogado y la Encina de la Peana.
El matorral, formado por genistas y esparto hasta los 1500 m deja paso a un sotobosque de jara, ajedrea y piorno azul que acompaña a un bosque de pino carrasco y negral procedente de la repoblación forestal desarrollada en la década de los 60. Otras plantas aromáticas que podemos encontrar son: poleo, zajareña, cantueso y tomillo (que se comercializa cada primavera pagándose entre 2 y 3 euros la arroba (11,5 kg). Es interesante el Parque Forestal de las Menas de Serón. Asimismo se encuentran bosquetes de quejigares y alcornocales primigenios entre Benizalón, Laroya y Serón. 
Destaca el endemismo de la herbácea centaurea sagredoi y es también el hábitat de las arbustivas Prunus ramburii y aulaga morisca y de la herbáceas Plantago radicata, Carex camposii, Rossomyrmex minuchae, narciso de Sierra Nevada y alfilerillo de Sierra Nevada.
La deforestación de la Sierra de Los Filabres se debe las actividades tradicionales de la agricultura y la ganadería, pero también por el aprovechamiento de la masa forestal para la obtención betún y madera para calafates y carpinteros de ribera en Almería, sobre todo en el monte público de Bayarque, que fue explotado por el patrimonio forestal de la Marina. También incidió en la deforestación los aprovechamientos de carbón vegetal para las fundiciones de la industria minera desde época medieval. Estas circunstancias ya fueron descritas en el Diccionario Geográfico Estadístico e Histórico de España del siglo XIX. En la segunda mitad del siglo XX la sierra fue repoblada por la Administración Forestal del Estado y el ICONA  con 60 000 hectáreas. Las especies utilizadas fueron exclusivamente pinos (Pinus halepensis, P. pinaster, P. nigra y Pinus sylvestris), que dieron lugar a formaciones arbóreas de gran homogeneidad, pero de notable interés selvícola y restaurador dados los procesos de desertización acusados por la desforestación de la sierra por una excesiva presión antrópica. En los últimos tiempos también se añadieron encinas. Las repoblaciones han tenido un efecto positivo y están resultando en estructuras complejas y maduras de vegetación, pero con gran lentitud por la aridez.

## Fauna
Señalar la presencia de endemismos como la hormiga Rossomyrmex minuchae. Las especies de mayor interés se dan en la ZEC Calares de Sierra de los Filabres con 14 especies relevantes destacando la colonia de rapaces, incluyendo el águila perdicera, murciélagos, anfibios endémicos y lepidópteros.

## Presencia humana

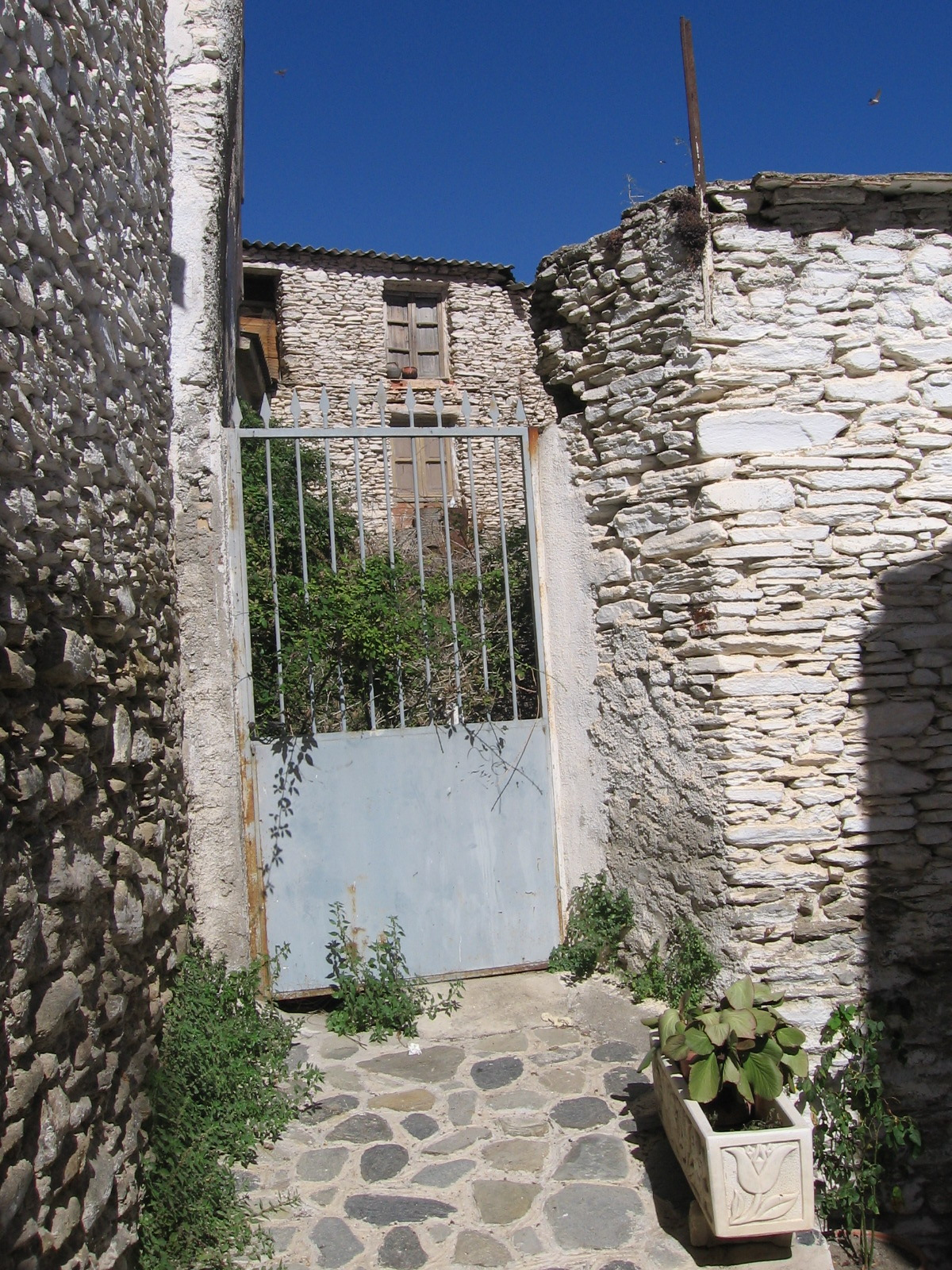
Arquitectura tradicional en pizarra en Bacares

En la sierra hay 18 municipios con una población de 14 609 habitantes (2006), repartidas entre las comarca del Almanzora y la de Filabres-Tabernas. El municipio más poblado es Macael 5.482 habitantes (2019). Otras poblaciones que se asientan sobre la Sierra de los Filabres son: Albanchez, Alcóntar, Alcudia de Monteagud, Bayarque, Bacares, Benitagla, Benizalón, Chercos, Cóbdar, Gérgal, Laroya, Líjar, Olula de Castro, Serón, Sierro, Suflí, Tahal y Lubrín con sus fachadas encaladas y sus empinadas cuestas. Además en la vertiente sur de la sierra los pueblos destaca la arquitectura de la pizarra. Son de especial importancia en los pueblos de la sierra los festejos de Moros y Cristianos.
En la Sierra de los Filabres existen vestigios paleolíticos en Piedras Blancas (Escúllar), restos en rocas del Huerto del Moro (Olula de Castro) y la Cueva de los Tesoros (Bacares). Hay exponentes de pinturas rupestres (Abrigos de La Majada de las Vacas en Escúllar, los Abrigos del Peñón de las Juntas, el Friso de Portocarrero y las Piedras del Sestero en Gérgal o los abrigos de las Piedras de la Cera en Lubrín). Además, cabe destacar los restos argáricos hallados en Gérgal. La colonización romana establece los primeros núcleos de población como la fundación de Tagili (Tíjola) y algunos asentamientos en las actuales localidades de Gérgal, Castro de Filabres, Armuña del Almanzora o Fines y de esta época data el acueducto romano de Albanchez.
De la época nazarí se conservan construcciones hidráulicas (minas, aljibes, acequias, atanores), balates y bancales para la retención del suelo, así como edificaciones como fortificaciones como la de Chercos Viejo y Tíjola, torres y almazaras. En siglo XV se produce la sericultura en Bacares dónde había hasta 180 000 morales. La sierra de los Filabres proporcionaba el hierro para las armas de todo el Reino de Granada. Se explotaban también los almeces para suministrar mangos para las herramientas de la industria minera y sobre todo para la construcción del puerto andalusí de Almería. Tras la Guerra de Granada se produce la repoblación de la zona y en 1568 la sublevación de los moriscos devino finalmente en la expulsión definitiva de los moriscos en 1622 con una consiguiente nueva despoblación de la Sierra. 
En el siglo XIX comienza la minería, que se apoya en  la construcción del ferrocarril. La presión demográfica y para usos en la industria intensificó la pérdida de suelo forestal. En Bacares y en las minas de Serón se encontraban importantes yacimientos de hierro y ya en el siglo XX se produjo el auge de la minería con el empleo de cables aéreos para el transporte del mineral hasta las estaciones de ferrocarril y empresas dedicadas a esta labor surgieron como Hierros de Olula S.A. Entre los años 1955 y 1983 se produjo una de las mayores reforestaciones de Andalucía que afectaron a alrededor de 40.000 ha para proteger hidrológicamente la cuenca alimentadora del embalse de Cuevas del Almanzora. Tras esta fuente de empleo se produce el éxodo rural. En la actualidad el mármol de Macael es el que genera mayor riqueza y empleo en el entorno de la sierra y la industria principal en la provincia de Almería. Desde 1975 se ubica en la cumbre de la sierra el Observatorio de Calar Alto, el más grande del continente europeo.